# Mórahalom

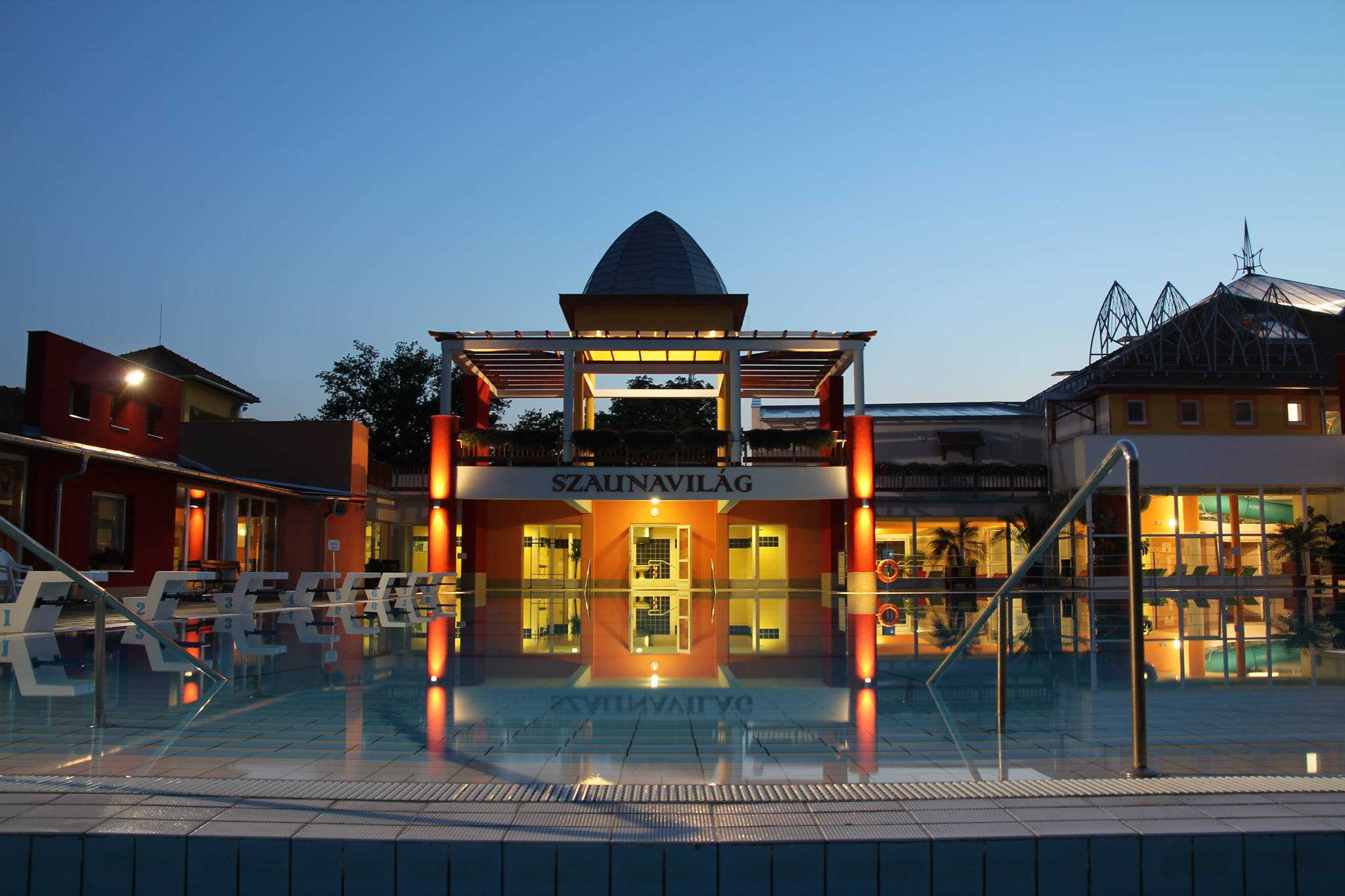
Szent Erzsébet spa.

Mórahalom är en mindre stad i Ungern med 6 391 invånare.(2020).